# John Bond
John Frederick Bond (Dedham, 17 december 1932 – Manchester, 26 september 2012) was een Engels voetballer en manager. Hij speelde 444 wedstrijden voor West Ham United van 1950 en 1966 en was manager van Norwich City, AFC Bournemouth, Manchester City, Burnley, Swansea City, Birmingham City en Shrewsbury Town.